# Helicia formosana
Helicia formosana är en tvåhjärtbladig växtart som beskrevs av William Botting Hemsley. Helicia formosana ingår i släktet Helicia och familjen Proteaceae. Utöver nominatformen finns också underarten H. f. oblanceolata.